# Yevgeny Onegin (phim, 1958)
Yevgeny Onegin (tiếng Nga: Евгений Онегин) là một bộ phim ca nhạc của đạo diễn Roman Tikhomirov, ra mắt lần đầu năm 1958.
Bộ phim được chuyển thể từ vở nhạc kịch cùng tên của nhà soạn nhạc Pyotr Tchaikovsky và tập truyện thơ cùng tên của đại thi hào Aleksandr S.Pushkin. Dưới sự chỉ huy của nhạc trưởng nổi tiếng Boris Chaykin, bộ phim được đánh giá là một trong những công trình vĩ đại nhất của nhạc kịch thế giới, quy tụ những giọng ca xuất sắc nhất của Nhà hát Bolshoy - Yevgeny Kibkalo, Galina Vishnevskaya, Larisa Avdeyeva.

## Nội dung
Đặt trong bối cảnh nước Nga thế kỷ XIX, truyện phim kể về số phận chàng công tử hào hoa Yevgeny Onegin, con độc nhất của một nhà quý tộc quyền uy; chàng chẳng hề tỏ ra mừng rỡ khi biết tin mình được thừa kế một biệt thự nông thôn từ người bác. Đơn giản là vì khối gia sản khổng lồ mà cha mẹ để lại đủ để chàng sống sung túc vài trăm năm. Chán ngấy cuộc sống nhàn rỗi vô vị, Onegin quyết định về thăm ngôi biệt thự để thay đổi không khí. Tại đây Onegin làm quen với Vladimir Lensky, một nhà thơ nửa mùa.
Một lần, Lensky đưa Onegin tới ăn tối với gia đình vị hôn thê của mình - Olga Larina. Cô em gái Tatyana của Olga, một thiếu nữ mơ mộng chỉ ham đọc sách, phải lòng Onegin ngay từ cái nhìn đầu tiên. Tối hôm ấy, nàng viết thư cho Onegin để bày tỏ nỗi lòng. Khi làm cái việc táo bạo ấy, Tatyana đã noi gương một nhân vật mà nàng rất ngưỡng mộ trong một cuốn tiểu thuyết diễm tình Pháp. Tuy nhiên, Onegin không viết thư trả lời thiếu nữ ngây thơ. Trong lần gặp gỡ tiếp theo, chàng từ chối tình cảm của nàng bằng những lời lẽ khéo léo và khiêm nhường. Trong mắt anh chàng quen ăn chơi phóng túng, Tatyana chỉ là cô gái quê mùa nên không thể sánh được với chàng.
Chẳng hiểu do vô tình hay cố ý mà Lensky mời Onegin tới dự lễ sinh nhật của Tatyana. Để lấy lòng Olga, Lensky trang hoàng căn phòng rất lộng lẫy song hơi lòe loẹt. Onegin cảm thấy như lạc vào thế giới phồn hoa mà chàng đang lẩn tránh. Tự dưng chàng thấy ghét kiểu phô trương của Lensky. Để xua tan cảm giác ấy, Onegin quyết định chọc tức Lensky bằng cách cười đùa thân mật rồi khiêu vũ với Olga. Vốn là người không tinh tế và hay tự ái, Lensky rời khỏi bàn tiệc trong cơn thịnh nộ. Sáng hôm sau, anh thách Onegin đấu súng, bất chấp sự can ngăn của mọi người. Trong buổi quyết đấu Onegin bắn chết Lensky rồi bỏ đi luôn.
Đau khổ trước sự biến mất của Onegin, Tatyana tới biệt thự của chàng trước khi lên đường tới Moskva. Một thời gian sau, nàng bước vào thế giới của tầng lớp thượng lưu. Trong môi trường mới Tatyana thay đổi rất nhanh theo hướng tích cực, từ học vấn, phong cách cho tới nhân sinh quan. Sau bao biến cố, Onegin cũng trở nên chín chắn hơn, không còn kiêu căng và phù phiếm như trước. Tatyana trưởng thành nhanh đến nỗi trong một lần nhìn thấy nàng ở kinh đô Sankt-Peterburg, Onegin không hề nhận ra người quen cũ. Khi nhận ra, chàng ngây ngất trước vẻ đẹp mặn mà và trí tuệ mẫn tiệp của nàng. Onegin tìm cách lôi kéo sự chú ý của Tatyana, bất chấp thực tế là nàng đã lấy chồng.
Chàng công tử viết hàng chục lá thư cho nàng, song nàng chẳng hồi âm. Tỏ ra phớt lờ tình cảm của Onegin, nhưng thực ra Tatyana rất khổ sở vì những mâu thuẫn nội tâm. Nàng vẫn còn yêu Onegin, nhưng cũng không muốn phản bội chồng, dù là trong ý nghĩ. Với kỳ vọng ra đòn quyết định, Onegin xin gặp Tatyana lần cuối...

## Diễn viên
- Vadim Medvedev... Yevgeny Onegin
- Yevgeny Kibkalo... Yevgeny Onegin (lồng tiếng)
- Ariadna Shengelaya... Tatyana Larina
- Galina Vishnevskaya... Tatyana Larina (lồng tiếng)
- Igor Ozerov... Vladimir Lensky
- Anton Grigoryev... Vladimir Lensky (lồng tiếng)
- Svetlana Nemolyayeva... Olga Larina
- Larisa Avdeyeva... Olga Larina (lồng tiếng)
- Ivan Petrov... Hoàng thân Gremin
- Vladimir Vasilyev... Skotinin
- Arkady Trusov... chủ nhà
- Vera Kuznetsova

## Ê-kíp
- Thiết kế sản xuất: Nikolai Suvorov
- Âm thanh: Grigory Elbert
- Âm nhạc: Boris Chaykin